# Josep Duato i Chapa
Josep Duato i Chapa (València, 26 de novembre de 1899 - 15 de març de 1990) va ser un empresari i polític valencià, diputat a les Corts Espanyoles durant la Segona República.

## Biografia
Treballà al sector de la seda, i fou president del Col·legi de l'Art Major de la Seda de València. Al costat de Lluís Lúcia i Lúcia va fundar el partit polític Dreta Regional Valenciana que es va integrar més tard en la Confederació Espanyola de Dretes Autònomes durant la Segona República, candidatura amb la qual fou elegit diputat a les eleccions generals espanyoles de 1936.
Encara que va donar suport als rebels durant la Guerra Civil, i durant la postguerra formà part de la comissió gestora de l'ajuntament de València fins que fou destituït el maig de 1940, les seves conviccions monàrquiques democràtiques i el suport a Joan de Borbó li van fer separar-se de la política franquista, desenvolupant la seva labor en organitzacions paraoficials vinculades a l'Església catòlica espanyola del moment com Acció Catòlica o l'Associació Catòlica Nacional de Propagandistes. Durant la transició democràtica es va incorporar de manera testimonial a la formació democristiana Unió Democràtica del País Valencià.